# Championnat de France de Formule Junior 1963
Navigation
1962
Le Championnat de France de Formule Junior 1963 a été remporté par le Français Jo Schlesser. Il s'agit de la dernière édition, en raison de la suppression de la catégorie, remplacée par la Formule 2.

## Courses de la saison 1963
| no | Date         | Épreuve                                          | Lieu            | Vainqueur      | Voiture                     | Écurie                      |
| -- | ------------ | ------------------------------------------------ | --------------- | -------------- | --------------------------- | --------------------------- |
| 1  | 19 mai       | VIIe Prix de Paris                               | Linas-Montlhéry | Frank Gardner  | Brabham BT6 - Ford/Cosworth | Ian Walker Racing           |
| 2  | 9 juin       | IIIe Grand Prix de Magny Cours                   | Magny-Cours     | José Rosinski  | Cooper T67 - BMC            | Tyrrell Racing Organisation |
| 3  | 23 juin      | XIe Grand Prix de Rouen                          | Rouen           | Paul Hawkins   | Brabham BT6 - Ford/Cosworth | Ian Walker Racing           |
| 4  | 30 juin      | VIIe Coupe Internationale de Vitesse des Juniors | Reims-Gueux     | Denis Hulme    | Brabham BT6 - Ford/Cosworth | Brabham Racing Organisation |
| 5  | 7 juillet    | Ve Trophée d'Auvergne                            | Charade         | Jo Schlesser   | Brabham BT6 - Ford/Holbay   | Ford France                 |
| 6  | 18 août      | IVe Grand Prix de Nogaro                         | Nogaro          | Jean Vinatier  | Lotus 27 - Ford/Cosworth    | Ford France                 |
| 7  | 8 septembre  | XXIIe Grand Prix d'Albi                          | Albi            | Peter Arundell | Lotus 27 - Ford/Cosworth    | Ron Harris - Team Lotus     |
| 8  | 22 septembre | Coupe de Paris                                   | Linas-Montlhéry | José Rosinski  | Lotus 27 - Ford/Cosworth    | Francis Francis             |
| 9  | 6 octobre    | XIXe Coupe du Salon                              | Linas-Montlhéry | Jo Schlesser   | Brabham BT6 - Ford/Holbay   | Ford France                 |

Notes: Certaines courses se disputaient en plusieurs manches. Ne sont indiqués dans ce tableau que les vainqueurs du classement cumulé.